# Pollenia guernica
Pollenia guernica este o specie de muște din genul Pollenia, familia Calliphoridae, descrisă de Andy Z. Lehrer în anul 2007. Conform Catalogue of Life specia Pollenia guernica nu are subspecii cunoscute.